# Милар, Денис
Денис Милар (исп. Denís Milar; род. 20 августа 1952, Монтевидео) — уругвайский футболист, который выступал на позиции нападающего.

## Клубная карьера
Профессиональную карьеру начал в 1972 году в столичном «Ливерпуле». В 1975 году переехал в Испанию, где подписал контракт с «Гранадой». За три сезона в испанском клубе, Милар сыграл в 39 матчах и забил 4 гола. В 1978 году вернулся в Уругвай, где стал игроком «Насьоналя». За 4 года в команде помог «трёхцветным» завоевать ряд трофеев.

## Международная карьера
В 1973 году дебютировал в официальных матчах в составе сборной Уругвая. В следующем году в составе сборной был участником чемпионата мира в ФРГ. Был включён в заявку на розыгрыш Кубка Америки 1979, после которого завершил карьеру. Всего Милар провёл за сборную 19 матчей и забил 4 гола.

## Достижения
«Насьональ»
- Чемпион Уругвая: 1980
- Обладатель Кубка Либертадорес: 1980
- Обладатель Межконтинентального кубка: 1980